# Kitô học

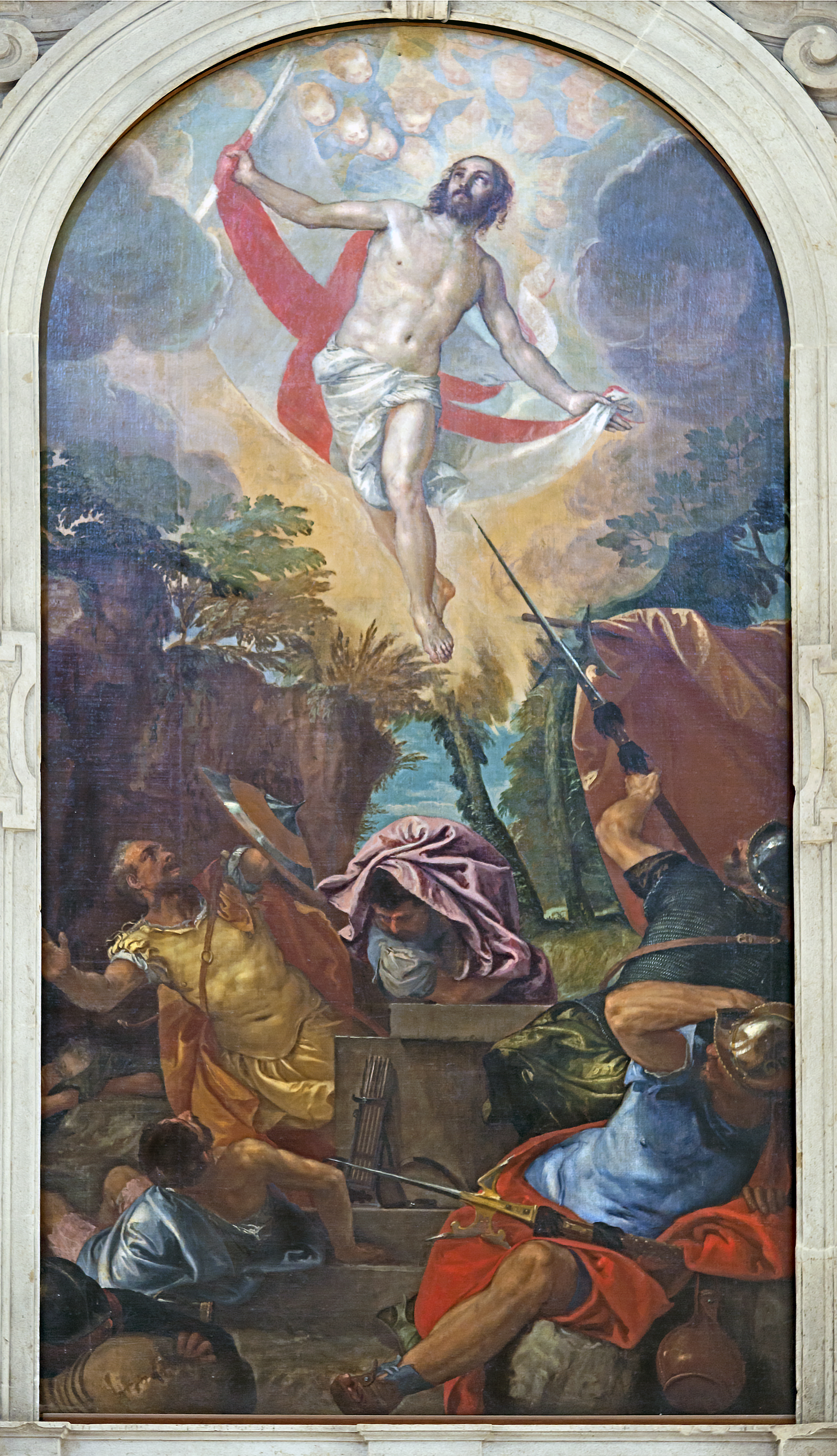
Paolo Veronese, Cuộc phục sinh của Chúa Giêsu Kitô (c. 1560)

Trong Kitô giáo, Kitô học là một nhánh của thần học có liên quan đến Chúa Giêsu. Các hệ phái Kitô giáo khác nhau có quan điểm khác nhau trong việc trả lời một số câu hỏi, chẳng hạn như việc Chúa Giêsu là người, hay là Thiên Chúa, hay vừa là người vừa là Thiên Chúa, hay là đấng Mêsia, cùng vai trò của ông trong việc cứu thoát dân Do Thái khỏi ách thống trị ngoại bang, trong Nước Thiên Chúa, và trong việc cứu rỗi con người khỏi hậu quả của tội lỗi.